# Shawova letecká základna
Shawova letecká základna (anglicky Shaw Air Force Base; kód IATA je SSC, kód ICAO KSSC, kód FAA LID SSC) je vojenská letecká základna letectva Spojených států amerických nacházející se 13,5 kilometru severozápadně od města Sumter ve státě Jižní Karolína.
Je domovskou základnou 20. stíhacího křídla (20th Figter Wing), podléhajícího Velitelství vzdušného boje (Air Combat Command). Do výzbroje tohoto křídla patří stíhací letouny General Dynamics F-16 Fighting Falcon. Je také jednou z nejrozlehlejších základen ve správě amerického letectva.
Základna byla dostavěna 30. srpna 1941, pojmenována byla podle poručíka Ervina Davida Shawa, amerického letce z první světové války.